# Ryan Birch
Ryan Birch, (výslovnost: [Rajn Birč]), (15. dubna 1969, Kingston upon Hull – 19. březen 2013, Bahamy) byl reprezentant Velké Británie v judu, který zápasil ve střední váhové kategorii. Jeho největším úspěchem byl zisk titulu mistra Evropy.

## Životopis
S judem začal v 8 letech. Trénoval v Manchesteru pod vedením Steva Pullena. Po skončení aktivní kariéry po roce 1999 pracoval jako pilot dopravních letadel.
V roce 2013 tragicky zahynul při dopravní nehodě na Bahamách.

## Kariéra
V 90. letech patřil mezi stabilní účastníky velkých turnajů. Nejúspěšnější sezónu měl v roce 1994 kdy se stal mistrem Evropy. Na světových podnicích však předního umístění nikdy nedosáhl. Byl znám výborným bojem na zemi (ne-waza).
Účastnil se dvou olympijských her. Pokaždé vypadl v prvním zápase. V Barceloně 1992 ho porazil jeho velký rival Belgičan Johan Laats na praporky rozhodčích a v Atlantě 1996 Francouz Darcel Yandzi na wazari.